# سیارک ۶۵۷۱۶
سیارک ۶۵۷۱۶ (به انگلیسی: 65716 Ohkinohama، نامگذاری:1993BZ2) شصت و پنج هزار و هفتصد و شانزدهمین سیارک کشف شده‌است که در ۲۵ ژانویه ۱۹۹۳ کشف شد.